# Elizabeth Spillius
Elizabeth Spillius née Bott le 3 mars 1924 à Toronto et morte le 4 juillet 2016 à Londres, est une anthropologue et psychanalyste canadienne. 

## Biographie
Elizabeth Bott est la benjamine d'une fratrie de trois sœurs. Sa mère Helen McMurchie Bott (en) est une psychologue et essayiste, cofondatrice de l'Institute of Child Study (en) à l'université de Toronto. Son père Edward Alexander Bott (en) dirige le département de psychologie de cette même université en 1926 et est membre fondateur de la Société canadienne de psychologie (en) et président. Elle obtient sa licence de psychologie à l'université de Toronto, et un master d'anthropologie à l'université de Chicago, en 1949. Elle prépare ensuite une thèse de doctorat en anthropologie, d'abord à la London School of Economics, puis qu'elle soutient en 1956 au Tavistock Institute of Human Relations. Ses recherches sont généralement considérées comme représentatives des travaux de l'École d'anthropologie de Manchester. Sa recherche la plus connue est Family and Social Network (1957), prolongement de sa thèse, sur des familles de la classe ouvrière de l'est londonien, dans lequel elle formule ce qui est par la suite désigné comme l'« hypothèse de Bott »,. Les premiers résultats de ses recherches sont présentées durant un séminaire de l'UNESCO sous l'intitulé Urban Families: Conjugal roles and social networks (1954) et sont publiés en 1955 et 1957. Dans cette recherche, elle conceptualise différents aspects du travail et de la répartition des tâches au sein du couple. 
En 1956, elle commence une formation de psychanalyste au sein de la Société britannique de psychanalyse, puis elle séjourne durant trois années aux Tonga avec son époux, James Spillius, anthropologue canadien dont elle a fait connaissance à la LSE et qu'elle a épousé en 1957. James Spillius travaille pour l'OMS, tandis qu'elle-même effectue un travail de terrain anthropologique. Elle s'intéresse ainsi à l'histoire des Tonga et étudie les relations familiales, les cérémonies officielles et les coutumes tongiennes. Elle publie notamment un récit de la visite du capitaine Cook en 1773. Elle se lie avec la reine Salote.
Elle devient membre de la Société britannique de psychanalyse en 1964 et formatrice et superviseuse à l'Institut de psychanalyse de la société en 1975. 
De 1988 à 1993, elle dirige la collection New Library of Psychoanalysis aux éditions Routledge et relit des articles de l'International Journal of Psychoanalysis. Elle est spécialiste de la pensée de Melanie Klein, et publie plusieurs ouvrages d'introduction à son œuvre. Elle fait un travail d'archiviste au Melanie Klein Trust. Elle publie Encounters with Melanie Klein en 2007 et codirige The New Dictionary of Kleinian Thought. Elle apporte aussi des contributions théoriques à la pensée psychanalytique, sur la notion d'envie dans une perspective kleinienne (« Varieties of Envious Experience », 1993) et sur le concept d'identification projective (Projective Identification: The fate of a Concept, avec Edna O'Shaughnessy, en 2012).

## Publications

### Ouvrages
- Family and Social Network, London, Tavistock Institute, 1957, rééd. Routledge, 2008  (ISBN 978-0415488266), 400 p.
- Encounters with Melanie Klein: Selected Papers of Elizabeth Spillius, Routledge, 2007  (ISBN 978-0415419987) 264 p.[10]
- Projective Identification : the Fate of a Concept, avec Edna O'Shaughnessy, Hoboken, Taylor & Francis, 2011  (ISBN 9780415605298)[11]
- Journeys in Psychoanalysis: The selected works of Elizabeth Spillius, éd. Priscilla Roth & Richard Rusbridger, Routledge, 2015,  (ISBN 978-0415835176) 192 p.

### Direction d'ouvrages
- (co-dir.) The New Dictionary of Kleinian Thought, Routledge, 2011,  (ISBN 978-0415592598), 576 p.

### Édition d'ouvrages à laNew Library of Psychoanalysis
- (éd.) Melanie Klein today: development in theory and practice, Tavistock / Routledge, 1987. New Library of Psychoanalysis :
  - Vol.1 Mainly Theory, 350 p.  (ISBN 978-0415006750)
  - Vol.2 Mainly Practice, 336 p.  (ISBN 978-1138835085)
- (éd.) Psychic equilibrium and psychic change : selected papers of Betty Joseph, avec Michael Feldman, Tavistock/Routledge, 1989. New Library of Psychoanalysis
- (éd.) Melanie Klein in Berlin: her first psychoanalyses of children, de Claudia Frank, Routledge, 2009.

## Distinctions
- 2010 : membre d'honneur de la Société britannique de psychanalyse[12]